# Tatort: Tödliche Tagung
Tödliche Tagung ist ein Fernsehfilm aus der Tatort-Krimireihe. Es ist der 7. Fall des Wiener Chefinspektors Moritz Eisner, alias Harald Krassnitzer. Der vom ORF produzierte Beitrag wurde am 14. April 2002 im Ersten zum ersten Mal gesendet.
Eisner ermittelt im Ärztemillieu in einem Mordfall, bei dem unter erbitterten Kämpfen um neue Medikamente und Profite sich am Ende eine Beziehungstat herauskristallisiert.

## Handlung
Renata Lang ist auf einem Ärztekongress in der Steiermark, als ausgerechnet ihre Freundin Dr. Ingrid Knapp mit einem Kreislaufzusammenbruch im Dampfbad des Hotels liegt. Die Wiederbelebung ist leider vergeblich, obwohl ausschließlich Ärzte anwesend waren. Renata Lang, kommt es nicht geheuer vor und bittet Eisner ihr zu helfen und den Todesfall zu untersuchen. Der fragt zunächst bei einem befreundeten Kollegen, Wolfgang Schremser in der Steiermark, nach, sich die Leiche anzusehen.
Es finden sich keine Hinweise auf äußerliche Gewalt, lediglich auf eine Totaloperation vor nicht allzu langer Zeit und ein kleiner Kratzer am Arm. Somit muss man von einem Herzinfarkt ausgehen. Selbst wenn ihr ein Narkosegift verabreicht worden sein sollte, ist davon auszugehen, dass dieses sich bereits im Körper abgebaut hat. Eisner will unterdessen versuchen, als Journalist getarnt, bei dem Kongress etwas herauszufinden. Er kommt gerade dazu, als ein Disput der Redner ausbricht, bei dem es darum ging, dass Ingrid Knapp gerade der unmoralischen Forschung der Pharmaindustrie den Rücken kehren und das Institut, an dem sie arbeitete, verlassen wollte. Zwei Forschungsinstitute arbeiteten gleichzeitig an einem Präparat zur Verbesserung der Fruchtbarkeit. Dr. Bauer finanziert diese Forschungen und will durch die doppelte Förderung, den Abschluss der Forschungen beschleunigen.
Von Magister Fritz Knapp, dem Ehemann von Ingrid, erfährt Renata, dass ihre Freundin wegen einer Fehlgeburt mit Komplikationen vor 3 Monaten die Gebärmutter entfernt werden musste. Er gesteht ihr, dass ihre Ehe daraufhin einen Bruch erlitten und Ingrid ihn verlassen habe. Unterdessen stellt sich Eisner beim Hoteldirektor als Kriminalbeamter vor und bittet um den Generalschlüssel, weil er diskret ermitteln möchte, ohne den Hotelbetrieb zu stören. Mit Professor Schickel spricht er über dessen Konkurrenten Erwin Schmölzer, den schildert dieser als absolut skrupellos.
Wolfgang Schremser findet heraus, dass die Fehlgeburt von Ingrid Knapp sehr wahrscheinlich mit einem Selbstversuch des neu entwickelten Präparates zusammen hing. So wäre denkbar, dass sie die Nebenwirkungen publik machen wollte und deshalb zum Schweigen gebracht wurde. Renata konfrontiert Knapp mit ihrer Vermutung bezüglich des Selbstversuchs, und er gesteht ihr, dass er das Medikament heimlich genommen hat und dies der eigentliche Grund dafür war, dass sie ihn verlassen hat.
Auf dem Kongress wird Hans Burkard vermisst und als Renata nachsehen will, wo er bleibt, findet sie ihn tot im Hotelzimmer. Es sieht auch hier zunächst nach Selbstmord aus, weil er in Ingrid Knapp verliebt war und sogar eine Gemeinschaftspraxis mit ihr aufmachen wollte. Trotzdem zweifeln die Ermittler. Sie verdächtigen Knapp und Schmölzer ein Interesse am Tod der beiden gehabt zu haben. Knapp besitzt Aktienanteile an der Forschungsfirma, die ihm bei einem Eklat verlorengehen würden und Schmölzer musste sein neu entwickeltes Präparat „schützen“.
Bei Burkard findet sich ein mittellanges blondes Haar auf seinem Hemd, das führt Eisner zu Heidi Strauss, der engsten Arbeitskollegin von Knapp. Er untersucht ihr Zimmer und findet mehrere verdächtige Ampullen und ein Foto von Burkard. Eisner spricht sie daraufhin an und sie gesteht ihm, dass sie in Burkard so verliebt war, dass sie ihre Konkurrentin ausgeschaltet hat. Dennoch wollte Burkard einfach nichts von ihr wissen. So hat sie aus enttäuschter Liebe auch ihn getötet. Und während sie neben Eisner auf der Bank sitzt, beißt auch sie auf eine Giftampulle.

## Hintergrund
Die Dreharbeiten erfolgten in Zusammenarbeit mit Degeto Film in Wien Weitere Dreharbeiten fanden ab 19. September 2001 auf Schloss Obermayerhofen in Sebersdorf statt.

## Rezeption

### Einschaltquoten
8,31 Millionen Zuschauer sahen die Folge Tödliche Tagung in Deutschland bei ihrer Erstausstrahlung am 14. April 2002, was einem Marktanteil von 22,90 % entsprach. Beim Tatortblog erreicht die Episode Platz 677 von 906 möglichen.